# آناتولی مارچنکو
آناتولی تیخونوویچ مارچنکو (Anatoly Tikhonovich Marchenko) (زاده ۲۳ ژانویه ۱۹۳۸ – درگذشته ۸ دسامبر ۱۹۸۶) مبارز حقوق بشر و از مخالفان سرسخت رژیم اتحاد جماهیر شوروی بود. وی و نلسون ماندلا به‌طور مشترک اولین دریافت‌کننده جایزه ساخاروف بودند. جایزه‌ای که پارلمان اروپا به افرادی که برای آزادی افکار و اندیشه کوشیده‌اند اهداء می‌نماید.

## فعالیت‌ها
مارچنکو از دوران جوانی به عنوان کارگر راه‌آهن و معدن مشغول بکار بوده و پس زمینه تحصیلات و آموزشی درستی نداشت ولی بتدریج به مخالفت با اختناق دولتی و احقاق حق شهروندی پرداخته و در این راه به مطالعه روی آورد. در اثر فعالیت اجتماعی و اعتراض مدنی به اردوگاه کار اجباری فرستاده شد و در آنجا وی شروع به نوشتن و نیز تماس با سایر فعالان حقوق بشری نمود.
اولین کتاب او که حاصل وقایع رنج‌ها و ناملایمات زندان بود، بنام «شهادت من» در ۱۹۶۸ و به صورت دستنوشته بزودی در نسخه‌های فراوانی در سرتاسر شوروی منتشر گردید (در ایران این اثر با عنوان سیمای زنده بگوران-انتشارات امیرکبیر سال ۱۳۶۰ - چاپ شده‌است).
او یکی از بنیان‌گذاران حرکت آزادی‌خواهی و حقوق بشری شوروی بود و بارها تظاهرات متعددی را رهبری کرده و همچنین چندین نامه سرگشاده به رهبران دولت نوشته بود.
مارچنکو دفعات متعددی زندانی شده بود به‌طوری که گفته شده ۲۰ سال از عمر خود را در زندان سپری کرده بود. یکبار نیز از زندان گریخته و بطرف مرز ایران حرکت کرده بود که دستگیر و مجدداً زندانی شده بود.

از سخنان اوست:
اطمینان دارم که تنها راه مؤثر مبارزه با شر و بی قانونی که امروز کشور مرا درمیان گرفته‌است، اطلاع‌رسانی و آگاه کردن مردم است. 

## مرگ
وی بدنبال اعتصاب غذای طولانی و ضعف بدنی، در سن ۴۸ سالگی در بیمارستان زندان چستوپُل فوت می‌کند ولی به همسر و فرزندش اجازه انتقال جسدش را به مسکو نمی‌دهند و در نزدیک زندان دفن می‌شود.
مرگ وی با واکنش‌های جهانی همراه بود و یکی از عوامل مؤثر در آزاد کردن تعداد زیادی از زندانیان سیاسی توسط میخائیل گورباچف در سال ۱۹۸۷ بود.